# Edgar Grospiron
Edgar Grospiron, född den 17 mars 1969 i Saint-Julien-en-Genevois, Frankrike, är en fransk freestyleåkare.
Han tog OS-guld i herrarnas puckelpist i samband med de olympiska freestyletävlingarna 1992 i Albertville.
Därefter tog han OS-brons i herrarnas puckelpist i samband med de olympiska freestyletävlingarna 1994 i Lillehammer.